# Agência da Boa Notícia Guajuviras
Agência da Boa Notícia Guajuviras (ABNG) foi um projeto social de comunicação cidadã voltado à prevenção das violências e ao agenciamento social da informação por jovens em vulnerabilidade; no marco do Ministério da Justiça e do PRONASCI em parceria com a Prefeitura de Canoas. A Agência ABNG foi um projeto idealizado por Andrea de Freitas, doutora em jornalismo,  com o objetivo de potencializar maior visibilidade social positiva das comunidades moradoras do bairro Guajuviras, conhecido pelos altos índices de violências. Portanto, um bairro carente de infraestrutura urbana, de políticas sociais afirmativas e com uma visibilidade social negativa abrumante. Era de domínio público os grandes índices de violências aprofundadas pela exclusão social, exigindo políticas públicas convergentes e eficazes.. As estratégias de aumento da visibilidade social positiva das comunidades exigiram a formação do público-alvo, ou seja, os jovens daquela comunidade, em parceria com a Universidade, e tecnologia de ponta. Jovens entre 14 e 24 anos puderam fazer os cursos de formação de jornalistas cidadãos compostos por sete tipos de oficinas, entre elas webtv, webrádio, direitos humanos, internet, comunicação cidadã, práticas jornalísticas e fotografia e atuar na cidade. Em 2011, o projeto recebeu o Prêmio Nacional de Mídias e Direitos Humanos da Secretaria Nacional de Direitos Humanos da Presidência da República, além além de lograr o primeiro lugar no concurso cultural do evento Conexões Globais 2.0, em Porto Alegre, Rio Grande do SUl.